# دومينيك بينون
دومينيك بينون (بالفرنسية: Dominique Pinon )‏ (و. 1955  م) هو ممثل، وممثل أفلام، وممثل مسرحي، من فرنسا.

## التعليم
تعلم في مدرسة رينيه سيمون للفنون الدرامية ‏.

## جوائز
حصل على جوائز منها:
- نيشان الفنون والآداب من رتبة ضابط.

## وصلات خارجية
- دومينيك بينون على موقع IMDb (الإنجليزية)
- دومينيك بينون على موقع قاعدة بيانات الأفلام العربية
- دومينيك بينون على موقع ألو سيني (الفرنسية)
- دومينيك بينون على موقع ميوزك برينز (الإنجليزية)
- دومينيك بينون على موقع أول موفي (الإنجليزية)
- دومينيك بينون على موقع قاعدة بيانات الأفلام السويدية (السويدية)
- دومينيك بينون على موقع ديسكوغز (الإنجليزية)
- دومينيك بينون على موقع قاعدة بيانات الفيلم (الإنجليزية)
- دومينيك بينون على موقع كينوبويسك (الروسية)